# Libdxfrw

libdxfrw는 ASCII 및 이진 형식으로 DXF 파일을 읽고 쓰는 자유 공개 소스 C ++ 라이브러리이자 또한 R14, 2015 버전등의 DWG를 읽어들일 수도 있도록 설계된 CAD(컴퓨터 지원 설계) 라이브러리(library)이다. libdxfrw는 LibreDWG와 마찬가지로 .dxf 및 .dwg 파일형식을 완벽하게 지원하는 것을 목표로 한다. GNU General Public License(GPL) 버전 2(또는 이후 버전 옵션)의 조건에 따라 라이센스가 부여되도록 설계되었다.

## 취지 및 의의
LibreDWG는 GNU GPL V3(version 3) 하에서 배포되는 강력한 반독점적 라이선스 라이브러리이다. 이는 다양한 사용자들을 위한 보다 유연한 호환이 가능한 GPL V2 라이선스 버전의 필요성에서 libdxfrw 라는 새로운 GPL V2 라이센스 라이브러리를 작성하는 계기가 되었다.

이후 libdxfrw는 LibreCAD등에 사용되는 주요한 리소스중 하나가 되었다. 한편 libdxfrw는 QCAD가 .dxf를 지향하는 바나 오픈오피스(openoffice)등과 같이 해당 분야의 표준 파일을 보다 주요하게 다루는 정책을 유지함으로써 .dwg 파일형식과 호환되는 .dxf파일형식에 보다 포커스를 두는 입장에서 이들의 지속적인 개발을 함께 지원한다는 점에서 오토데스크사의 오토캐드(AutoCAD)나 트루뷰(Autodesk DWG TrueView)에서 dwg와 dxf파일형식 호환성 보장을 고무하는 역할도 하고 있다. 오픈오피스(openoffice)는 ISO(국제 표준화 기구) 및 IEC(국제 전기 표준 회의)의 표준파일형식인 ODF를, 그리고 잉크스케이프는 SVG 워킹 그룹이 표준화한 벡터파일형식 .svg를 지향한다.

## 같이 보기
- SVG 워킹 그룹
- 엘드로우